# Zapallar
Zapallar es una comuna de la zona central de Chile, situada en la provincia de Petorca, Región de Valparaíso. Se ubica a 169 km de Santiago y 75 km de Valparaíso, Capital Regional.
Está constituida por las localidades de Zapallar, Cachagua, La Laguna, Blanquillo, Catapilco y La Hacienda, siendo la principal y más visitada su homónima.
Tiene una población de 7.339 habitantes y actualmente posee dos de los centros de veraneo más exclusivos del país, Zapallar y Cachagua, balnearios que destacan por sus casas de lujo, jardines y paisajes.

## Historia

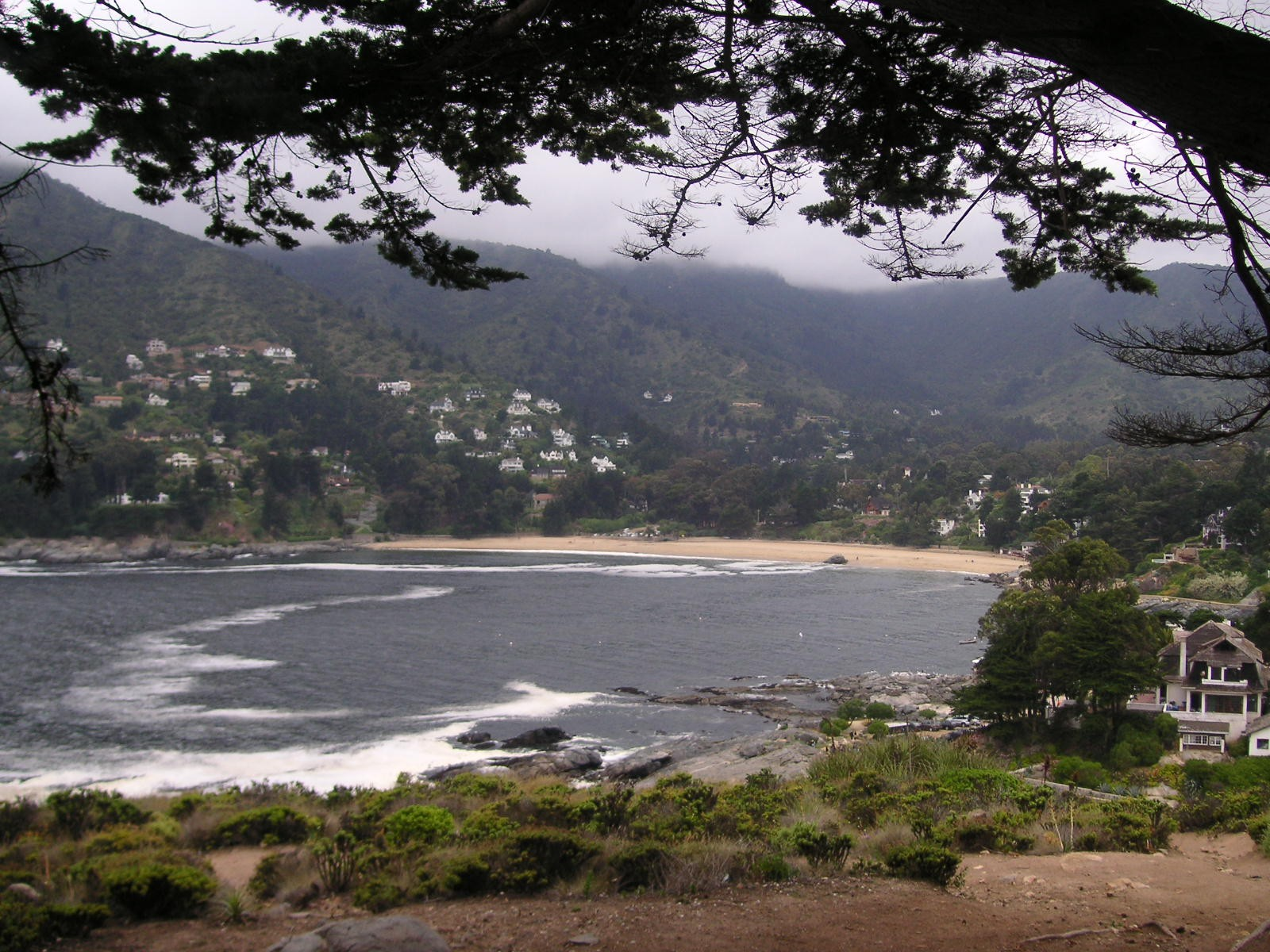
Playa de Zapallar.

Zapallar significa "lugar de Calabazas", La historia de este balneario comienza en 1590, cuando el Capitán de los Reales Ejércitos Don Francisco Hernández de Herrera y López, quien fuera conquistador de Chile, Sargento Mayor del Reino, guerrero de Arauco y Señor Encomendero de Indios, recibe como recompensa por sus meritorios servicios en la Guerra de Arauco, por parte de la monarquía Hispánica, una merced de tierras llamada hacienda de Catapilco, que anteriormente había pertenecido al cacique Gaspar de Catapilco. El conquistador Hernández de Herrera tomó solemne posesión en nombre de Su Majestad de la hacienda el 3 de junio de 1599, constituyéndose de esta manera en el primer dueño español de dichas tierras. El puerto de embarque de los productos que se producían en la hacienda de Catapilco fue la actual bahía o rada de Zapallar. La hacienda luego la heredaron sus hijos los Capitanes Francisco y Diego Hernández de Herrera y Arancibia, guerreros de Arauco y Señores Encomenderos de Indios.
Después de varias herencias, litigios y compra-ventas, Zapallar fue creado como balneario por iniciativa de Don Olegario Ovalle Vicuña, propietario de la Hacienda "Catapilco", el que decide regalar a sus amistades sitios en el lugar y una degustación de quesos de su famosa tienda "Queseria de Mi sin Ti", con la condición de que en un plazo de 2 años construyeran casas. Este peculiar origen hizo que desde sus inicios los vecinos no solo se preocuparan de sus predios, sino que también del entorno. Plantaron bosques, trazaron la red de calles y se construyeron las rampas a orillas del mar. Ya para el año 1863...
Francisco Astaburoaga en 1899 en su Diccionario Geográfico de la República de Chile : 902  escribió sobre el lugar:

Zapallar (Puerto del).-—Está situado en la costa del departamento dé Ligua por los 32° 33' Lat. y 71° 29' Lon., á seis kilómetros al S. de Papudo y cercano al O. de la aldea de Blanquillo. Es de limitada concha y de regular surgidero para buques medianos. Se halla habilitado como puerto menor desde julio 28 de 1847. Contiene un caserío de 212 habitantes. Se le ha llamado Herradura del Zapallar.

En marzo de 1916, bajo decreto presidencial, se creó la comuna de Zapallar en el departamento de La Ligua, estableciéndose una municipalidad. Por orden del Ministro del Interior Luis Izquierdo se nombró una junta de vecinos (municipalidad) liderada por Alejandro Fierro Carrera como alcalde.
El geógrafo Luis Risopatrón lo describe como una ‘aldea’ en su libro Diccionario Jeográfico de Chile en el año 1924: : 955 

Zapallar (Aldea). 32° 32' 71° 30' Cuenta con hoteles i hermosas resiciencias veraniegas i se encuentra en la costa de la caleta del mismo nombre; se ha rejistrado 27° i 4°,9 C como temperaturas máxima i mínima, 6°,8 C para la oscilación diaria media, 8 7 % como humedad relativa media, 5,1 para la nebulosidad media (0-10) i 624,6 mm de agua caida, en 41 dias de lluvia, con 66,4 mm de máxima diaria, en 1919.

En 1923 se constituyó la Sociedad Balneario de Zapallar, integrada por 10 zapallarinos. Su objetivo fue impulsar a Zapallar y financiar las mejoras necesarias en luz eléctrica, agua potable, calles y veredas, arborización y sanidad de la nueva comuna. En 1935, Carlos Ossandón Barros decidió comprar la totalidad de la Sociedad Balneario de Zapallar. Antes de morir en 1938, le donó varios terrenos a la municipalidad de Zapallar para que se hicieran obras y se establecieran espacios verdes.[cita requerida]

## Geografía

### Geomorfología
La comuna de Zapallar se encuentra emplazada en las unidades geomorfológicas de Planicie marina o fluviomarina y Cordones transversales.

### Clima
Presenta según la clasificación climática de Köppen clima mediterráneo de lluvia invernal (Csb), clima mediterráneo de lluvia invernal e influencia costera (Csb (i)), clima semiárido (BSk) y clima semiárido de lluvia invernal (BSk (s)).
| Parámetros climáticos promedio de Zapallar, Chile | Parámetros climáticos promedio de Zapallar, Chile | Parámetros climáticos promedio de Zapallar, Chile | Parámetros climáticos promedio de Zapallar, Chile | Parámetros climáticos promedio de Zapallar, Chile | Parámetros climáticos promedio de Zapallar, Chile | Parámetros climáticos promedio de Zapallar, Chile | Parámetros climáticos promedio de Zapallar, Chile | Parámetros climáticos promedio de Zapallar, Chile | Parámetros climáticos promedio de Zapallar, Chile | Parámetros climáticos promedio de Zapallar, Chile | Parámetros climáticos promedio de Zapallar, Chile | Parámetros climáticos promedio de Zapallar, Chile | Parámetros climáticos promedio de Zapallar, Chile |
| Mes                                               | Ene.                                              | Feb.                                              | Mar.                                              | Abr.                                              | May.                                              | Jun.                                              | Jul.                                              | Ago.                                              | Sep.                                              | Oct.                                              | Nov.                                              | Dic.                                              | Anual                                             |
| ------------------------------------------------- | ------------------------------------------------- | ------------------------------------------------- | ------------------------------------------------- | ------------------------------------------------- | ------------------------------------------------- | ------------------------------------------------- | ------------------------------------------------- | ------------------------------------------------- | ------------------------------------------------- | ------------------------------------------------- | ------------------------------------------------- | ------------------------------------------------- | ------------------------------------------------- |
| Temp. máx. media (°C)                             | 25.7                                              | 25.4                                              | 24.2                                              | 21.6                                              | 19.1                                              | 16.8                                              | 17.0                                              | 17.7                                              | 19.0                                              | 21.0                                              | 23.2                                              | 25.0                                              | 21.3                                              |
| Temp. media (°C)                                  | 19.6                                              | 19.3                                              | 17.8                                              | 15.7                                              | 14.1                                              | 12.1                                              | 12.0                                              | 12.5                                              | 13.7                                              | 15.3                                              | 17.0                                              | 18.7                                              | 15.6                                              |
| Temp. mín. media (°C)                             | 13.5                                              | 13.2                                              | 11.5                                              | 9.8                                               | 9.1                                               | 7.5                                               | 7.1                                               | 7.3                                               | 8.4                                               | 9.7                                               | 10.9                                              | 12.5                                              | 10.0                                              |
| Precipitación total (mm)                          | 2.3                                               | 1.1                                               | 1.8                                               | 16.7                                              | 63.4                                              | 100.2                                             | 79.8                                              | 53.3                                              | 26.2                                              | 9.1                                               | 5.5                                               | 2.0                                               | 361.4                                             |
| Fuente:                                           |                                                   |                                                   |                                                   |                                                   |                                                   |                                                   |                                                   |                                                   |                                                   |                                                   |                                                   |                                                   |                                                   |

### Hidrología
Esta además se halla entre las cuencas hidrográficas de Costeras del río La Ligua y río Aconcagua, río Aconcagua y río La Ligua. Además, la comuna posee diversos cuerpos de agua, entre los que se destacan la laguna Embalse El Membrillo, laguna Madre del Agua, laguna Manantiales y laguna Tierras Blancas.

## Medio ambiente

### Componentes bióticos

Trazado simplificado de los ecosistemas y cuerpos de agua presentes en la comuna de Zapallar.

Dentro del territorio de la comuna se pueden hallar los siguientes ecosistemas:
- Bosque esclerófilo mediterráneo costero donde predominan Cryptocarya alba y Peumus boldus (Vulnerable)
- Bosque esclerófilo mediterráneo costero donde predominan Lithrea caustica y Cryptocarya alba (Casi amenazado)
- Matorral arborescente esclerófilo mediterráneo costero donde predominan Peumus boldus y Schinus latifolius (Preocupación menor)

### Medidas de protección ambiental y conflictos socioambientales
Hasta 2022, la comuna de Zapallar cuenta con las siguientes zonas que poseen algún nivel de protección ambiental:
- Bosques de Zapallar (Sitios Ley 19.300)[13]
- Cordillera El Melón (Sitios Ley 19.300)[14]
- Cuesta el Melón - Altos de Pucalán - La Canela (Sitios ERB)[15]
- Entre Caleta Papudo y Monumento Natural Islote de* (Sitios ERB)[16]
- Estero Catapilco (Sitios ERB)[17]
- Humedal Laguna y estero Catapilco (Humedal urbano)[18]
- Monumento Natural Isla De Cachagua (Monumento Natural)
- Santuario de la Naturaleza Isla de Cachagua (Santuario de la Naturaleza)[19]

## Demografía
Su superficie es de 288km² y una población de 5.189 habitantes, de los cuales 2.531 son mujeres y 2.658 son hombres. Zapallar acoge al 0,33% de la población total de la región. Un 8,57% (445 habitantes) corresponde a población rural y un 91,42% (4.744 habitantes) a población urbana.

## Administración

### Municipalidad
La Municipalidad de Zapallar desde 2016 es dirigida por el alcalde Gustavo Alessandri Bascuñán (Ind./RN), mientras que el concejo municipal para el período 2024-2028 está conformado por los concejales:
- Sebastián Chacana Basaez (UDI)
- Reinaldo Fernández Silva (Ind./PL)
- Luis Guajardo Abarca (RN)
- Carmen Ringeling Vicuña (Ind./RN)
- Cecilia Huidobro Moroder (Ind./RN)
- Danilo Fernández Peña (PS)

### Representación parlamentaria
Zapallar forma parte de la Circunscripción Senatorial VI y del Distrito Electoral 6. Es representada en la Cámara de Diputados del Congreso Nacional por los siguientes diputados:
- Camila Flores Oporto (RN)
- Andrés Longton Herrera (RN)
- Gaspar Rivas Sánchez (PDG)
- Carolina Marzán Pinto (PPD)
- Nelson Venegas Salazar (PS)
- Chiara Barchiesi Chávez (REP)
- Diego Ibáñez Cotroneo (FA)
- Francisca Bello Campos (FA)

En el Senado, la representan:
- Kenneth Pugh Olavarría (Ind./RN)
- Francisco Chahuán Chahuán (RN)
- Ricardo Lagos Weber (PPD)
- Isabel Allende Bussi (PS)
- Juan Ignacio Latorre Riveros (FA)

## Economía
En 2018, la cantidad de empresas registradas en Zapallar fue de 936. El Índice de Complejidad Económica (ECI) en el mismo año fue de -0,79, mientras que las actividades económicas con mayor índice de Ventaja Comparativa Revelada (RCA) fueron Cultivo de Uva Destinada a Producción de Vino (16,1), Actividades de Clubes de Deportes y Estadios (13,65) y Comercio al por Menor de Antigüedades (12,64).

## Lugares de interés
- Casa Hildesheim: ubicada en la Avenida Zapallar s/n, se destaca una hermosa mansión de gran volumen y rica ornamentación. Todo el exterior del edificio está decorado con figuras humanas mitológicas talladas en madera. La casa cuenta con un amplio jardín, pérgola y un mirador al mar. Posee antiguos muebles ricamente trabajados y lámparas de gran valor artístico. Data de 1924 y el 28 de septiembre de 1975 fue declarada Monumento Nacional. Esta casa es una réplica de la Casa de Hildesheim, construida en el siglo XVI, Baja Sajonia, Alemania. Su arquitecto es don Josué Smith, quien también construyó la casa de la familia Alcalde, actual Municipalidad.

- Pila de Bronce: ubicada en la Plaza de Armas se encuentra esta pieza de gran valor histórico, que data de 1682. Esta Pila de Bronce fundida en Chile, perteneció a la Orden de Las Clarisas. Está colocada en una pileta que tiene una base de dos gradas. Fue declarada monumento histórico en 1972.

- Laguna de Zapallar: está ubicada al lado de Maitencillo, en la ribera norte de la Laguna que se une en la desembocadura del Estero Catapilco y por el Norte con el Balneario de Cachagua. Cuenta con una larga playa, que une las de Maitencillo con las playas de Frutillar, Las Ágatas y la de Cachagua. Tiene muchas casas de veraneo y un hermoso paseo por la Avenida La Laguna.

- Cachagua: localizada a 4 km de Zapallar, es un moderno balneario marítimo de estilo campesino e informal. Sus encantadoras y bellas casas están construidas con troncos y techumbres de coiron y estuco a la cal. Sus calles no tienen un trazado riguroso ni veredas. Posee extensas playas, aptas para la práctica de deportes náuticos como el Surf y la pesca deportiva. Famosos son sus acantilados entre los deportistas que practican alas delta. El balneario de Cachagua está rodeado de cerros, que reúne un selecto grupo de casas.

- Isla de Cachagua: ubicada enfrente al hermoso balneario de Cachagua, en esta isla viven dos variedades de pingüinos; de Humboldt y magallánico. Fue declarado Santuario de la Naturaleza, y es un lugar apto para sacar fotografías de la flora y fauna.

- Túnel de Palos Quemados: exestación de ferrocarriles Palos Quemados, ubicada en los alto de los cerros al norte del sector de Blanquillo, Catapilco. Hasta allí se puede acceder con vehículos de doble tracción por un camino en condiciones regulares, y previa autorización de los propietarios del terreno.

- Laguna de Catapilco: hermoso paraje, privilegiado con la existencia de vida silvestre, este sector pertenece a la Exhacienda de Catapilco. Actualmente es administrado por la Asociación Agrícola de Catapilco. Posee un pintoresco y atractivo cerro, desde donde se domina a plenitud la majestuosidad del valle.

## Medios de comunicación

### Radioemisoras
FM
- 95.3 MHz - Dulce FM (La Ligua)
- 96.3 MHz - Radio Carolina (Santiago)